# Michel Polnareff
Michel Polnareff (Nérac, 3 de julio de 1944) es un cantante y compositor francés, que fue muy popular desde mediados de 1960 hasta 1980. Aunque su éxito comercial es hoy significativamente menor que en aquellos años, se mantiene en activo, y continúa siendo muy respetado por la crítica musical de su país.

## Biografía y carrera

### Infancia
Michel Polnareff nació en el seno de una familia artística. Su madre, Simone Lane, fue bailarina, mientras su padre Leib Polnareff, de origen ruso, trabajó junto a Édith Piaf bajo el seudónimo de "Leo Poll". El pequeño Michel aprendió a tocar el piano a la edad de cinco años, y posteriormente estudió música en el Conservatorio de París, donde fue un buen estudiante, y también aprendió a tocar la guitarra.
Dedicó toda su infancia a la música y, debido a ello, Michel Polnareff recibió a los doce años su primer premio de solfeo del Conservatorio, a pesar de mantener un mal recuerdo de su período escolar y de su aprendizaje musical, pues alega en su autobiografía que su padre lo maltrataba físicamente a base de bofetadas y golpes de cinturón cuando él cometía algún error en las notas. A raíz de esta experiencia, su objetivo fue <<convertirse en todo lo contrario a su padre>>, de forma que su sueño se convirtió en ser una estrella de rock y viajar a América, y no ser un pianista clásico como le enseñaron.
En 1957, se acaba de familiarizar con la lengua inglesa después de una experiencia lingüística en Dorset. En 1961, repite curso en su bachillerato de letras y obtiene finalmente dicho título para posteriormente realizar siete meses se servicio militar en Épinal y Montluçon.
A los 20 años, abandona su hogar y empieza a dedicarse a múltiples trabajos. Después de haber sido trabajador de un banco, vendedor de postales y comercial de seguros, se instala en las calles de Sacré-Coeur con una guitarra comprada gracias a sus ahorros. Surgió entonces una de sus primeras canciones, La poupée qui fait non.

### Gran debut (1966-1970)
Gran pacifista, se instala en las terrazas de los bares versionando hits de rock de la época. En febrero de 1966, André Pousse se cruza con él y lo invita a participar a un concurso de rock, el cual gana. Como resultado de esta victoria, recibió una oferta de un contrato con Barclay, a la cual renunció por miedo a ser formateado y manipulado.
Un amigo suyo de su infancia, Gérard Woog, le insistió para presentarle a Lucien Morisse, el dueño de Europe 1 y quien sería su futuro mánager. Michel acepta firmar con la casa Disc'Az de Morisse con la condición de grabar canciones en Londres junto a Jimmy Page tocando la guitarra y John Paul Jones a la batería. Extrañado de que la casa lo acepte, acaba sacando su canción La poupée qui fait non el 26 de mayo de 1966, la cual cosecha un gran éxito.
Las canciones de Polnareff se inspiran de estilos anglo-americanos. Su look andrógino no deja de evolucionar y empieza a escribir canciones en favor de la libertad sexual. Como resultado, la prensa siente interés hacia él y es considerado como un símbolo de la decadencia de la juventud a causa de su apariencia, juzgada como afeminada, y sus textos. El tema L'amour avec toi obtiene incluso una denuncia por pornografía y se prohíbe su reproducción en la radio antes de las 22 horas de la noche.
Le siguen otros temas como Love me, please love me, Bal des Laze y Sous quelle étoile suis-je-né?. Polnareff adopta los más novedosos sistemas de sonido para grabar su primer disco, Polnareff's, que incluye también On ira tous au Paradis. El 25 de octubre de 1966 sube por primera vez al escenario de l'Olympia como telonero de Beach Boys, donde canta cinco de sus canciones. 
En 1968 aparece su segundo álbum, Le bal des Laze.

### Punto álgido (1970-1973)
En 1970 empieza su primera gira. En sus conciertos innova realizando un show que mezcla la música con el espectáculo.
En ese mismo año, responde con Je suis un homme a todas las críticas por su aspecto. Dicho tema lo lleva a ser agredido después de un concierto en mayo de 1970, hecho que lo lleva a anular las demás fechas de la gira. Dicha agresión, sumada a la muerte de Lucien Morisse, su mánager, le causan una gran crisis sentimental y una posterior depresión.
En 1971 reaparece al público con una nueva gira y toma una drástica decisión en su look: a partir de este momento empezará a lucir una grandes gafas con los cristales oscuros y montura blanca para proteger su vista y esconder, a la vez, su miopía. Además, su cabello empieza a lucirse largo, ondulado, y de un color platino. Dicho estilo lo acompañará el resto de su carrera musical sin grandes cambios. En relación con su aspecto, el periodista Bertrand Dicale entrevistado por Laurent Delahousse explica: «Radicaliza todo lo que se le reprocha», a lo que Polnareff responde: <<Cuando me miro al espejo, me correspondo a lo que me gustaría ser. El día que ya no corresponda a esto, me dispararé una bala en la cabeza.>>
En el mismo año compone la banda musical de la película Ça n'arrive qu'aux autres y de La folie des grandeurs. Además, su primer disco Polnareff's cosecha, un tiempo después de su publicación, mucho éxito gracias a las orquestas que lo componen. A pesar de esto, no llega a hacer una buena promoción del álbum a causa de una segunda depresión en 1971, que lo lleva a hacer una terapia en un hospital de París.
En 1972 salen los temas La mouche y Holidays. Es también el año de un concierto en el Olympia. Los 6.000 pósteres de este concierto causaron escándalo tras ser colgadas por toda la capital francesa. Dichos pósteres eran del artista travestido enseñando las nalgas. Debido a ello, el tribunal lo condena a una multa de 60.000 francos por atentado a la pudor. Aun así, el concierto es una innovación: es el primer concierto del país en utilizar el sistema de sonido 5.1.
En marzo de 1973, Polnareff crea Polnarêve, un espectáculo de nuevas canciones. La salida del próximo disco está prevista para los meses siguientes. El apoyo a este álbum y su promoción se realizan después de la marcha del artista a los Estados Unidos. El álbum recibe el nombre de Michel Polnareff e incluye, entre otros, L'homme qui pleurait des larmes de verre.

### Exilio americano (1973-1977)
Volviendo de una gira internacional en verano de 1973, el artista descubre que su déficit bancario se calcula en millones de francos. Descubre que su hombre de confianza, Bernard Seneau lo defraudó: con el dinero de Polnareff, le alquila un apartamento y un coche al propio artista sin comprarlo (a lo que Polnareff creía que era propietario), y huye con su dinero sin haber pagado los impuestos del cantante. Polnareff se encuentra entonces sin dinero y con deudas. Le cuesta años poder demostrar a la fiscalía su no complicidad con el impago de un millón de francos.
Su madre fallece en el mismo momento y Polnareff, con depresión, acude nuevamente a terapia antes de exiliarse, el 12 de octubre de 1973, a Estados Unidos en barco por miedo a los aviones. Más tarde, una vez en el país, intenta comprarse una camioneta blindada y un arma a Cristophe Rocancourt, un célebre usurpador. Finalmente se instala en Los Ángeles y firma con la discográfica Atlantic, con la cual publica su siguiente álbum.
En 1975, Fame à la mode sale íntegramente en inglés. En este disco aparecen prestigiosos artistas como Lee Ritenour, Leland Sklar o Jim Gordon. El tema Jesus for tonight es la primera canción del artista a entrar en la clasificación de la Billboard Magazine. Polnareff se marcha rápidamente para una gira en Japón y un concierto en Bruselas, sin volver a pisar Francia.
En 1977, compone Lettre à France, que le sirve para expresar su nostalgia al país. Se adapta mientras tanto al estilo de vida americana y lleva una vida saludable.

### Retorno a Francia (1978-1984)
En 1978 retorna a Francia, tras cinco años fuera, para su juicio, sobre el cual queda en deuda de más de un millón de francos. Aprovecha para sacar Coucou me revoilou pero el éxito es bastante moderado a causa de unos trozos faltantes en el álbum. A raíz de esto, rompe su contrato con Atlantic para volver a firmar con Disc AZ. 
En 1980 realiza un álbum discreto en colaboración con Michel Colombier y utilizando ambos un seudónimo. Se trata de un disco funk llamado Ménage à trois.
En 1981, saca el álbum Bulles, que cosecha más de 800.000 ventas de ejemplares, con canciones como Tam Tam y Radio. Este disco, con sintetizadores y cajas de ritmos al estilo californiano, es grabado con Hans Zimmer en Londres. En noviembre del mismo año, graba un espectáculo para la televisión francesa que sale en forma de vinilo.
El cantante retorna posteriormente a los Estados Unidos y realiza distintos viajes en Gabon.
En 1984 firma la banda original de La Vengeance du serpent à plumes. El año siguiente, vuelve con Incognito, que no cosecha tanto éxito a pesar de contener los temas Viens te faire chahuter y La belle veut sa revanche. El sonido vuelve a ser electrónico y utiliza samplers.
Durante este período, Michel Polnareff reside esporádicamente en Francia.

### Período azul (1985-1994)
Desde 1985 hasta 1987 se instala en un hotel de Fontenay-Trésigny, en la región de París y compone Goodbye Marylou, que se convierte inmediatamente en un éxito en su debut. Tras el cierre del hotel, se instala durante 20 meses en un apartamento de los propietarios del bar de la misma localidad con buen trato. Sin embargo, lo que posteriormente Polnareff escribe sobre su estancia allí en su autobiografía, es visto negativamente por parte de los propietarios. En esta misma época recibe un contrato con Epic, la actual Sony Music.
A partir de septiembre de 1989, reside durante aproximadamente dos años en el hotel Royal Monceau, donde comienza la grabación del álbum Kâma Sutrâ con la ayuda de Ben Rogan y Mike Oldfield. El disco sale en febrero de 1990 y recibe un doble disco de oro (más de 200.000 ventas) gracias a los sencillos Goodbye Marylou, Kâmâ Sutrâ, LNA HO y Toi et moi. La imagen de Michel Polnareff se vuelve simbólica en sus clips y en sus portadas, pues tan sólo aparece su silueta o sus gafas.
El artista, afectado de cataratas en ambos ojos, roza la ceguera, de manera que tan sólo ve un poco de luz. Esta casi ceguera lo lleva a refugiarse en el vodka y no sale más del hotel a causa de la falta de visión y que conoce de memoria para poder desplazarse en él. Irreconocible, lleva una larga barba castaña, su color natural. El bar del mismo hotel se convierte cada noche en un estudio de grabación para sus canciones. Los ingenieros de sonido se instalan cada noche y los músicos graban su parte simultáneamente en otros estudios diferentes. Kâmâ Sutrâ retoma un poco con el Polnareff anterior, más acústico, con las grabaciones de cuerda de Goodbye Marylou y Kâma Sutrâ.
Desde 1992 hasta 1994, el artista reside discretamente en Francia, en distintos lugares, sin apenas apariciones públicas y con períodos de estudio, las grabaciones de las cuales quedan inéditas.
Después de meses de reflexión, es operado de la doble catarata y curado a través de la hipnoterapia. Recupera finalmente la visión.

### Del Roxy hasta Bercy: el renacimiento (1995-2006)
En 1995, Polnareff prepara en el Peninsula Hotel, en Los Ángeles, su retorno a los escenarios y, en septiembre de 1995, produce en la sala Roxy, en el Sunset Boulevard.
Se rodea de grandes músicos, Dick Smith y Alex Acuña. El disco Live at the Roxy sale en 1996 y marca un espíritu rico en las orquestas que mezclan un estilo entre funk, country y reggae. El álbum permanece durante cinco semanas como número uno y gana un disco de platino (300.000 copias vendidas).
En una entrevista emitida en Canal+ anuncia que está preparando un nuevo álbum y su intención de volver a los escenarios de París, sin dar más datos. Al final del programa, se quita por primera vez las gafas, hecho que nunca más ha vuelto a hacer.
Algunas de sus canciones aparecen en la película Trafic d'influence. En 1996 abre su página de Internet, donde se hace llamar el Amiral, y en donde menciona a sus fanes como moussaillons. El nombre proviene del estilo de la página, con un aire náutico del cual él es el capitán (Amiral). La página le sirve para tener una comunicación cercana con sus fanes.
En 1999 sale el sencillo Je rêve d'un monde (When I'm in love), una balada gospel pacifista que obtiene un éxito moderado. Michel anuncia otra vez un álbum y su deseo de hacer un gran concierto en París.
La primera mitad de los años 2000 sucede de forma calmada, con homenajes y compilaciones. En 2003, Nostalgie lo entrevista de forma radiofónica.
En septiembre de 2004, Polnareff aparece, bronceado y corpulento, en la portada del Paris Match, acompañado de su nueva pareja, Danyellah. En noviembre sale Polnareff par Polnareff, un libro con anécdotas autobiográficas.

### Retorno a los escenarios a la espera del álbum (2007)
El 12 de mayo de 2006, anuncia en TF1 que volverá a los escenarios el 2 de marzo de 2007 para una serie de conciertos en el Palacio Paris-Bercy. Cerca de 40.000 entradas son vendidas en 48h horas. El éxito es tan grande que se le añaden cuatro conciertos en el mismo mes. Se anuncia una gira de marzo a agosto, con un retorno en Bercy.
En octubre de 2006 sale Ophélie flagrant des lits.
El 2 de marzo de 2007, en Bercy, Michel Polnareff finalmente realiza el primero de dichos conciertos tras treinta y cuatro años de ausencia en la escena francesa. En este concierto canta 25 de sus canciones. Aparece en forma de sombra y con sus gafas como forma del confeti al final de show, cuando suena On ira tous au paradis. 
Ze (re)tour 2007, el nombre del espectáculo que supone su regreso a los escenarios, acoge a más de un millón de espectadores durante las 60 fechas, sin olvidar el gran concierto realizado el 14 de julio, día de la República Francesa, en el Champ-de-Mars, delante de unas 600.000 personas, por petición del entonces presidente de la República, Nicolás Sarkozy, quien quería ofrecer un gran evento de entretenimiento para el día de la fiesta nacional.
El 8 de marzo de 2008 recibe un premio de Les Victoires de la Musique por su carrera musical y por "espectáculo musical, gira y concierto del año". Es Gilbert Coullier quien se encarga de recoger el premio en su nombre, pues el artista marcha seis meses antes a los Estados Unidos.

### En estudio (2010-2015)
El 22 de julio de 2010, en Los Ángeles, Michel Polnareff se convierte en caballero de la Legión de Honor. Anuncia en el mismo momento la preparación de un nuevo álbum para no sacar canciones sueltas, como en años anteriores. En septiembre de 2010, anuncia con su pareja que esperan un hijo. El nacimiento  del mismo, llamado Louka, tiene lugar en Los Ángeles el 28 de diciembre de 2010.
En marzo de 2011 pierde a su mejor amiga y mánager desde 1972, Annie Fargue. El  7 de noviembre del mismo año sale a la luz el álbum Le cinéma de Polnareff, el último proyecto producido junto a ella.
Del 18 al 29 de noviembre de 2013, France Bleu emite Radio Polnareff, un programa de entretenimiento grabado en California sobre la vida del artista.
El doble DVD Polnareff-Classics Vintage, permite descubrir los grandes momentos del artista en sus apariciones televisivas a lo largo de toda su carrera. Sale el 13 de enero de 2014 y cosecha un gran éxito y se convierte en el número 1 de ventas de DVD musicales en Francia durante cuatro semanas consecutivas.
El 5 de junio de 2014, el documental Quand l'écran s'allume se proyecta en unos cuantos cine franceses, belgas y suizos. Consta de imágenes de archivo personales e inéditas captadas por el propio artista.
En abril de 2015 denuncia a Cetelem por una caricatura de él, pues no está de acuerdo con la utilización de su imagen asociada una empresa de créditos y, por lo tanto, con ánimo de lucro. Precisa luego no sentir rencor hacia la empresa, pero sí su rechazo a la utilización de su imagen con fines lucrativos o comerciales.
El 19 de mayo de 2015, es operado de una hernia umbilical.
El 20 de junio de 2015, Michel y su pareja, junto a su hijo, son recibidos en Montluçon bajo la mirada de miles de personas. Supone la primera visita del artista a Francia desde casi ocho años.

### Nuevo sencillo y nueva gira (2015-2017)
El 8 de diciembre de 2015, anuncia en RTL la salida de un álbum entre enero y abril de 2016, así como una gira de 70 fechas a partir de abril y durante el verano del mismo año, con cuatro grandes conciertos en Bercy.
El 18 de diciembre de 2015, sale su primera canción desde 2006: L'homme en rouge. El videoclip del tema sale a la luz el 9 de enero de 2016, y cosecha un éxito moderado, como sus precedentes canciones desde Kâma Sutrâ.
El 24 de marzo publica una autobiografía titulada Spèrme, La letras de la palabras "padre" son puestas en evidencia, en color rojo, haciendo referencia a su hijo nacido en 2010 por una donación de esperma y de igual forma a su padre, quien era violento y autoritario hacia él.
El 30 de abril empieza su gira en Épernay delante de 5.000 espectadores. El 7 de mayo realiza el primero de cuatro conciertos a puerta cerrada en el AccorHotels Arena de París.
El 14 de mayo aparece, por primera vez en 27 años, en directo en un plató de televisión, en TF1, en la final del programa The Voice para interpretar L'homme en rouge y Love me, please love me.
El 14 de julio de 2016 realiza un concierto a puerta cerrada en el Olympia. En un espectáculo de 2h 45, canta sus mayores éxitos musicales y ofrece alguna sorpresa como I Love You Because, Le Prince en otage, Tibiliou... con el famoso póster de 1972 de fondo. Aprovecha para agradecer a todo su público el apoyo incondicional desde siempre.
Después de una pausa de verano tras su último concierto del 26 de julio en Carcasona, vuelve a los escenarios el 10 de septiembre para la Fiesta de la Humanidad delante de 200.000 espectadores.
El 15 de septiembre es invitado al programa Touche pas à mon poste, donde anuncia el último concierto de su gira el 2 de diciembre en la sala Pleyel de París. Posteriormente vuelve a Los Ángeles a descansar.
Vuelve a los escenario el 8 de noviembre en Niza, y posteriormente realiza conciertos en Albertville, Bourg-en-Bresse, Nantes, Marsella, Amiens, Toulouse, Pau, y, en Burdeos el 30 de noviembre, siendo éste su último concierto. 
El 2 de diciembre, antes de empezar un concierto, lo anula a causa de una súbita fatiga y vértigo. Este mismo día sale el álbum À l'Olympia.
Al día siguiente, es ingresado en el hospital de Neuilly-sur-Seine en urgencias debido a una bajada de tensión y problemas de respiración, y anula el último concierto de la gira. El 5 de diciembre se conoce que lo que padece es una embolia pulmonar bilateral que pone en riesgo su pronóstico vital. Su entorno, el 8 de diciembre, confirma que se encuentra mucho mejor pero que no está recuperado. El médico del artista revela el 16 de diciembre que Polnareff salió del hospital el día antes de forma totalmente discreta y totalmente recuperado.
En enero de 2017 difunde unas fotos en una entrevista para Paris Match, hechas por su esposa en la cama del hospital. Revela estar cansado pero contento de estar vivo. Decide permanecer en Francia en los próximos meses y anuncia una próxima gira y un nuevo álbum.
El 14 de noviembre de 2017, el periódico Le Figraro anuncia que el cantante vuelve a los escenarios en la comedia musical del Fantasma de la ópera, de enero a marzo de 2019, en París.

### Enfin! (desde 2018)
A partir del 21 de septiembre de 2018, Michel Polnareff publica en Facebook el texto y trozos del vídeo de su nueva canción, Terre... Happy, que sale en su nuevo álbum. El tema habla sobre la actual destrucción del planeta, con un mensaje ecologista.
El 3 de octubre se descubre el título del álbum: Enfin!, y con una portada que muestra un candado y una llave.
El 16 de noviembre publica una balada dedicada a su hijo llamada Grandis pas, el primer sencillo del nuevo álbum.
El álbum Enfin! aparece finalmente el 30 de noviembre de 2018.

## Estilo
Aparte de su brillante composición musical, Michel Polnareff también jugó con su imagen tanto dentro, como fuera de los escenarios; gafas oscuras, ropa estrambótica y provocaciones ambiguas marcaron su estilo desde el comienzo, por ejemplo su canción "L'Amour avec Toi" (1966) no podía ser trasmitida en la radio antes de las 10 p. m., debido a que fue catalogada como pornográfica por los estándares de la época.

## Discografía
- Love Me Please Love Me (1966)
- Le Bal des Laze (1967)
- Polnareff's (1970)
- Polnarévolution (1972)
- Michel Polnareff (1974)
- Fame à la Mode (1975)
- Coucou Me Revoilou (1978)
- Bulles (1981)
- Show télé 82/Public (1982)
- Incognito (1985)
- Kâma Sûtra (1990)
- Live at the Roxy (1996)
- Ze re Tour 2007 (2007)
- À L'Olympia 2016 (2016)
- Enfin! (2018)

## Canciones famosas
- "La Poupée qui Fait Non" (1966)
- "Love Me Please Love Me" (1966) (Incluida en la banda sonora de la película Soñadores (2003))
- "L'Amour avec toi" (1966)
- "Sous quelle étoile je suis né" (1966)
- "Âme Caline" (1967)
- "Le Roi des Fourmis" (1967)
- "Mes Regrets" (1967)
- "Ta Ta Ta Ta" (1967)
- "Le Bal des Laze" (1968)
- "Y'a qu'un ch'veu" (1968)
- "Jour après jour" (1968)
- "Pourquoi faut-il se dire adieu" (1968)
- "Ring-a-Ding" (1968)
- "J'ai du chagrin Marie" (1968)
- "Tous les bateaux tous les oiseaux" (1969)
- "Tout tout pour ma chérie" (1969)
- "Je suis un homme" (1970)
- "Qui a tué grand-maman?" (1971)
- "I love you because" (1971)
- "Holidays" (1972)
- "On ira tous au paradis" (1972)
- "I love you because" (1973)
- "Fame à la mode" (1975)
- "Lettre à France" (1977)
- "Une simple mélodie" (1978)
- "Radio" (1981)
- "Tam Tam" (1981)
- "La belle veut sa revanche" (1984)
- "Viens te faire chahuter" (1984)
- "Dans la rue" (1985)
- "Goodbye Marylou" (1989)
- "Toi et Moi" (1990)
- "LNA HO" (1990)
- "Kâma-Sûtra" (1990)
- "Je rêve d'un monde" (1999)
- "Ophelie flagrants delits" (2006)
- "L'homme en rouge" (2015)